# 朝日新聞東京本社大廈
朝日新聞東京本社大廈（日语：朝日新聞東京本社ビル、あさひしんぶんとうきょうほんしゃビル）是位於日本東京都中央區築地的一座建築，為朝日新聞東京本社的辦公地點。

## 建築概要
朝日新聞東京本社大廈地下有4層，地上有16層，並附設有2層塔樓，高71公尺。建築和設備的總費用達441.23億日元:699。這座建築由竹中工務店設計。位於大廈2層大廳處的「風雲百年」雕刻是竹中工務店在朝日新聞創刊100週年時捐贈:698。
朝日新聞東京本社大廈於1977年開始動工，在1980年4月23日舉辦竣工儀式，這一天的朝日新聞晨報有8個版都是有關新總部的特集內容:697。同年9月23日（秋分，也是報紙休刊日），朝日新聞東京本社從有樂町總部大廈（後述）搬遷至現總部。但在搬遷翌日的9月24日，關東地方發生芮氏震級6級規模的直下型地震。25日更連續發生5次地震。這些地震引發漏水事故發生，導致朝日新聞的報紙製作系統（尼爾森系統）斷電，延遲了晚報的配送時間:704-705。
1980年11月21日，朝日新聞舉辦了新總部竣工宴，時任日本首相鈴木善幸、企業家松下幸之助等政財界重鎮亦有出席:706。1981年5月11日，昭和天皇參觀朝日新聞新總部:707。翌年5月11日，皇太子明仁（現上皇）和浩宮德仁（現天皇）也參觀了朝日新聞東京本社:708。此外波蘭團結工會領導人萊赫·華勒沙、義大利總統亞歷山德羅·佩爾蒂尼、約旦國王胡笙一世、西德總理海爾穆·柯爾等海外要人也參觀過朝日新聞總部:708。
除了朝日新聞東京本社之外，朝日新聞出版、朝日媒體Lab Ventures等朝日新聞社的關聯公司也在這座大廈辦公，朝日新聞社在東京本社大廈的地下部分設有印刷工廠。總部位於東京都心的報社中，在地下設有印刷工廠的只有朝日新聞東京本社。
朝日新聞東京本社大廈的2層設有塔利咖啡朝日新聞東京本社大廈店，以及餐廳「阿拉斯加」。此外，大廈8層還設有羅森朝日新聞東京本社店。

## 土地入手過程
朝日新聞東京本社所在地原本是國有土地，曾建有海上保安廳水路部的設施。朝日新聞社在1973年通過和自公司所有的其他土地交換加上通常的現金購入方式取得該地。另一說稱時任朝日新聞社社長廣岡知男和時任日本首相田中角榮在中日邦交正常化的過程中建立密切關係，此後廣岡利用這一關係請求田中將這一土地賣給朝日新聞社。

## 舊東京朝日新聞社總部（有樂町總部）

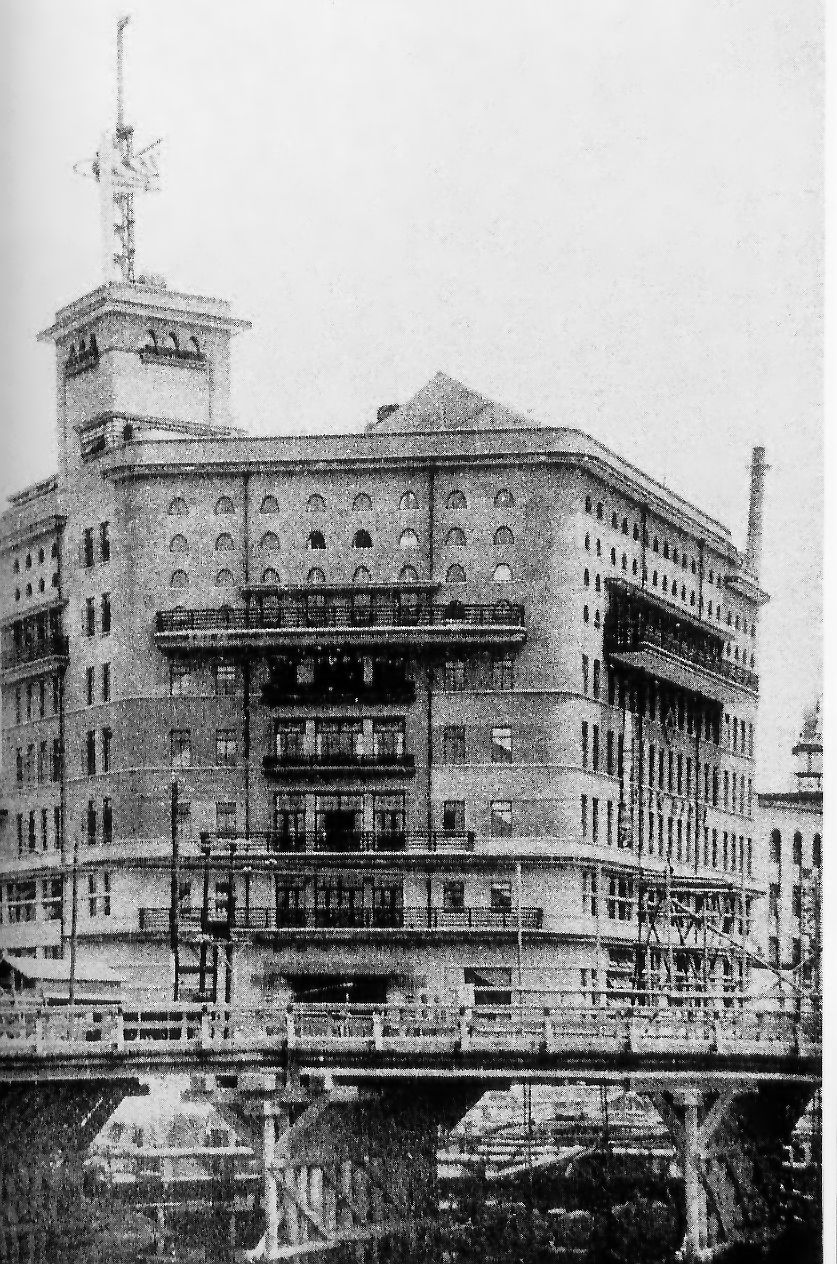
位於有樂町的東京朝日新聞社總部

朝日新聞社東京本社的總部最初位於銀座，但在關東大地震中被燒毀。因此朝日新聞社在1927年3月20日將總部遷往有樂町。這一土地是日華生命保險的所有地，面積約3300.5平方公尺，在江戶時代是數寄屋見付遺跡。介紹給朝日新聞社這一土地的是時任讀賣新聞社社長正力松太郎:285。
朝日新聞社購買這一土地耗資100萬日元，總部大廈工程費約250萬日元:285。有樂町總部地下有1層、地上有7層、塔樓有2層，是鋼筋混凝土建築。施工由竹中工務店負責:286。有樂町總部的設計者是石本喜久治，外觀風格是分離派建築。建築外部在一層和二層塗有象徵「和平」的藍色，三層以上部分塗有象徵「希望」的黃色。六層和七層設有大音樂廳，可容納1,200人。塔樓一層設有鴿舍，可飼養200隻信鴿:286。
朝日新聞東京本社搬遷至築地後，有樂町總部被拆除，在1984年重新開發為有樂町MULLION。